# Arthur Kaliyev
Arthur Kaliyev (russisch Артур Калиев, selten auch: Artur Kaliyev; * 26. Juni 2001 in Taschkent) ist ein US-amerikanischer Eishockeyspieler usbekischer Herkunft, der seit Januar 2025 bei den New York Rangers in der National Hockey League (NHL) unter Vertrag steht. Zuvor verbrachte der Flügelstürmer fünf Jahre in der Organisation der Los Angeles Kings.

## Karriere
Arthur Kaliyev wurde in Taschkent geboren, zog jedoch im Alter von zwei Jahren mit seiner Familie nach Staten Island in die USA sowie anschließend im Alter von 14 Jahren nach Michigan. Dort durchlief er in seiner Jugend die prestigeträchtigen Nachwuchsprogramme Little Caesars und Compuware. Anschließend entschloss sich der Flügelstürmer gegen einen für US-amerikanische Juniorenspieler üblichen Wechsel an ein College und für die Ontario Hockey League (OHL), eine der drei ranghöchsten kanadischen Juniorenligen. In der OHL lief er mit Beginn der Saison 2017/18 für die Hamilton Bulldogs auf, mit denen er in seinem ersten Jahr prompt die OHL-Playoffs um den J. Ross Robertson Cup gewann sowie persönlich im OHL Second All-Rookie Team berücksichtigt wurde. Im folgenden Memorial Cup 2018 verpasste man jedoch das Endspiel.
Der Durchbruch in Hamilton gelang Kaliyev in der Spielzeit 2018/19, so verzeichnete er 102 Scorerpunkte in 67 Partien und wurde daher ins OHL Second All-Star Team gewählt. Anschließend wählten ihn die Los Angeles Kings im NHL Entry Draft 2019 an 33. Position aus. Vorerst kehrte er jedoch für ein weiteres Jahr zu den Bulldogs zurück, wobei er mit 98 Punkten bester rechter Außenstürmer und daher mit der Jim Mahon Memorial Trophy ausgezeichnet wurde. Darüber hinaus fand er im OHL First All-Star Team Berücksichtigung, bevor ihn die Los Angeles Kings im Juni 2020 mit einem Einstiegsvertrag ausstatteten.
Die Kings setzten den Angreifer vorerst bei ihrem Farmteam in der American Hockey League (AHL) ein, den Ontario Reign. Nachdem er sich auch dort als regelmäßiger Scorer etabliert hatte, kam er im Februar 2021 zu seinem Debüt in der National Hockey League (NHL), wobei es vorerst bei einem Einsatz blieb. Zur Spielzeit 2021/22 erspielte er sich dann auch einen Stammplatz im Aufgebot der Kings und beendete sein erstes NHL-Jahr mit 27 Punkten aus 80 Partien. Zur Saison 2024/25 allerdings verlor er diesen Stammplatz wieder und wurde letztlich, als er im Januar 2025 über den Waiver erneut in die AHL geschickt werden sollte, von den New York Rangers verpflichtet.

### International
Erste internationale Erfahrungen sammelte Kaliyev beim Hlinka Gretzky Cup 2018, wo er mit der US-amerikanischen Auswahl den vierten Platz belegte. Anschließend vertrat er sein Heimatland mit der U20-Nationalmannschaft bei den U20-Weltmeisterschaften 2020 und 2021. Dort erreichte man erst nur den sechsten Rang, bevor im Folgejahr der Gewinn der Goldmedaille folgte.

## Erfolge und Auszeichnungen
| - 2018 J.-Ross-Robertson-Cup-Gewinn mit den Hamilton Bulldogs - 2018 OHL Second All-Rookie Team - 2019 OHL Second All-Star Team | - 2020 Jim Mahon Memorial Trophy - 2020 OHL First All-Star Team |

### International
- 2021 Goldmedaille bei der U20-Weltmeisterschaft

## Karrierestatistik
Stand: Ende der Saison 2024/25

### International
Vertrat die USA bei:
- Hlinka Gretzky Cup 2018
- U20-Weltmeisterschaft 2020
- U20-Weltmeisterschaft 2021

(Legende zur Spielerstatistik: Sp oder GP = absolvierte Spiele; T oder G = erzielte Tore; V oder A = erzielte Assists; Pkt oder Pts = erzielte Scorerpunkte; SM oder PIM = erhaltene Strafminuten; +/− = Plus/Minus-Bilanz; PP = erzielte Überzahltore; SH = erzielte Unterzahltore; GW = erzielte Siegtore; 1 Play-downs/Relegation; Kursiv: Statistik nicht vollständig)

## Familie
Seine Schwester Elvina Kalieva ist professionelle Tennisspielerin.